# Manokia
Manokia is een geslacht van neteldieren uit de familie van de Alatinidae.

## Soort
- Manokia stiasnyi (Bigelow, 1938)